# Synodontis bastiani
Synodontis bastiani är en fiskart som beskrevs av Daget, 1948. Synodontis bastiani ingår i släktet Synodontis och familjen Mochokidae. IUCN kategoriserar arten globalt som livskraftig. Inga underarter finns listade i Catalogue of Life.